# Метью Абуд
Метью Абуд (англ. Matthew Abood, нар. 28 червня 1986, Сідней, Австралія) — австралійський плавець, бронзовий призер Олімпійських ігор 2016 року, чемпіон світу.

## Виступи на Олімпійських іграх
| Олімпіада | Дисципліна             | Місце |
| --------- | ---------------------- | ----- |
| Ріо 2016  | 50 м вільним стилем    | 33    |
| Ріо 2016  | 4×100 м вільним стилем | 3     |